# Delray Beach International Tennis Championships 2010
Il Delray Beach International Tennis Championships 2010 è stato un torneo di tennis giocato sul cemento.
È stata la 18ª edizione del Delray Beach International Tennis Championships, che fa parte della categoria ATP World Tour 500 series nell'ambito dell'ATP World Tour 2010. Si è giocato al Delray Beach Tennis Center di Delray Beach negli Stati Uniti, dal 22 al 28 febbraio 2010.

## Partecipanti ATP

### Teste di serie
| Giocatore       | Nazionalità | Ranking* | Testa di Serie |
| --------------- | ----------- | -------- | -------------- |
| Tommy Haas      | Germania    | 18       | 1              |
| Ivo Karlović    | Croazia     | 33       | 2              |
| Benjamin Becker | Germania    | 40       | 3              |
| Jérémy Chardy   | Francia     | 41       | 4              |
| Evgenij Korolëv | Kazakistan  | 49       | 5              |
| Florian Mayer   | Germania    | 51       | 6              |
| James Blake     | Stati Uniti | 55       | 7              |
| Michael Russell | Stati Uniti | 68       | 8              |

- Ranking del 15 febbraio 2010.

### Altri partecipanti
I seguenti giocatori hanno ricevuto una wild-card per il tabellone principale:
- Tommy Haas
- Sébastien Grosjean
- Vince Spadea

I seguenti giocatori sono entrati nel tabellone principale passando dalle qualificazioni:

- Kevin Anderson
- Ryan Harrison
- Robert Kendrick
- Nick Lindahl

## Campioni

### Singolare
Ernests Gulbis ha battuto in finale  Ivo Karlović con il punteggio di 6–2, 6–3

### Doppio
Bob Bryan /  Mike Bryan hanno battuto in finale  Philipp Marx /  Igor Zelenay con il punteggio di 6–3, 7–6(3)